# Wills (rivière)
Pour les articles homonymes, voir Wills.
La rivière Wills  (anglais : Wills River) est un cours d’eau du sud de la région de la West Coast dans l’Île du Sud de la Nouvelle-Zélande, dans le district de Westland, et un affluent du fleuve Haast.

## Géographie
Elle s’écoule vers l’ouest pour atteindre le fleuve Haast à 10 kilomètres au nord du col de Haast.